# Gossypium bricchettii
Gossypium bricchettii är en malvaväxtart som först beskrevs av Ulbrich, och fick sitt nu gällande namn av K. Vollesen. Gossypium bricchettii ingår i släktet bomull, och familjen malvaväxter. Inga underarter finns listade i Catalogue of Life.